# Smithfield (Virginie)
Pour les articles homonymes, voir Smithfield.
Smithfield est une municipalité américaine située dans le comté d'Isle of Wight en Virginie. Selon le recensement de 2010, sa population est de 8 089 habitants.

## Géographie

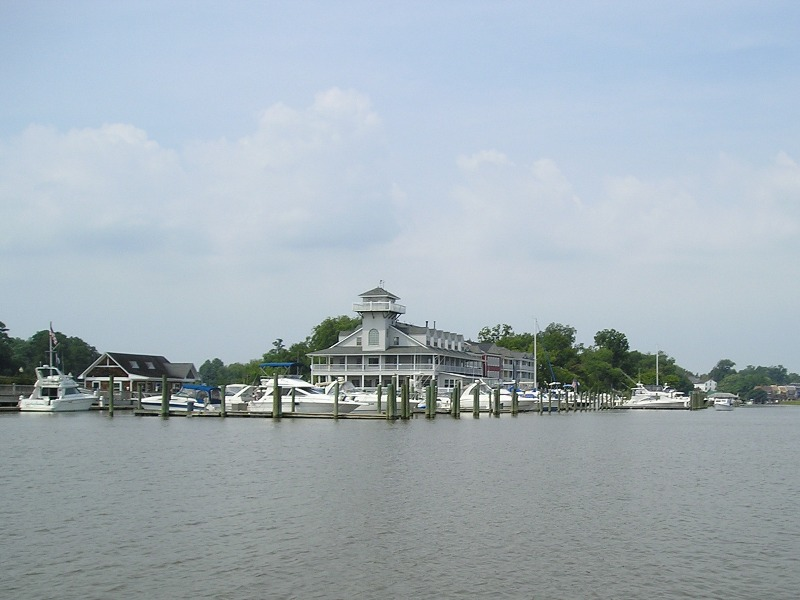
La marina de Smithfield sur la Pagan River.

Smithfield est située sur la Pagan River (en), un affluent de la James River.
D'après le Bureau du recensement des États-Unis, la municipalité s'étend sur 10,39 milles carrés (26,91 km2), dont 0,92 mille carré (2,38 km2) d'étendues d'eau.

## Histoire
La localité est fondée en 1752, sur des plans dessinés en 1750 par Arthur Smith IV. Elle devient alors le siège du comté jusqu'en 1800, lorsque le tribunal du comté est transféré hors de la ville dans un lieu qui prend le nom d'Isle of Wight.
Le centre-ville historique de Smithfield est inscrit au Registre national des lieux historiques, tout comme de nombreux autres monuments de la ville.

## Démographie
La population de Smithfield est estimée à 8 435 habitants au 1er juillet 2016.
| Groupe                           | Smithfield | Virginie | États-Unis |
| -------------------------------- | ---------- | -------- | ---------- |
| Blancs                           | 67,6       | 70,0     | 76,9       |
| Afro-Américains                  | 29,1       | 19,8     | 13,3       |
| Métis                            | 2,6        | 2,9      | 2,6        |
| Amérindiens                      | 0,3        | 0,5      | 1,3        |
|                                  |            |          |            |
| Hispaniques et Latino-Américains | 4,2        | 9,1      | 17,8       |

Le revenu par habitant était en moyenne de 31 232 dollars par an entre 2012 et 2016, entre la moyenne nationale (29 829 dollars) et la moyenne de la Virginie (34 967 dollars). Sur cette même période, 14,3 % des habitants de Smithfield vivaient sous le seuil de pauvreté (contre 11,0 % dans l'État et 12,7 % à l'échelle des États-Unis).

## Économie
Smithfield accueille le groupe alimentaire Smithfield Foods, leader mondial dans l'abattage de porc.